# Lektor v Ljubljani
 Lektor v Ljubljani  je roman nemškega pisatelja Gerta Hofmanna. Roman je prvič izšel leta 1980 v Avstriji z naslovom Die Fistelstimme, v slovenskem prevodu Katarine Bogataj Gradišnik pa dve leti kasneje. O pisatelju in njegovem delu je prispeval besedilo Anton Janko. Avtor je roman napisal v času, ko je tudi sam služboval kot predavatelj na Filozofski fakulteti v Ljubljani.
Roman je razdeljen na trinajst poglavij, število trinajst lahko simbolizira tudi nesrečno usodo literarnih likov. Samo besedilo pa je členjeno na daljše odstavke. Celotno dogajanje zajema dva dneva, dogajalni kraj je Ljubljana, ki pa je v romanu postavljen v ozadje in nima vpliva na razvoj pripovedi.
S svojimi motivnimi prvinami se približuje univerzitetnemu romanu, vendar besedilu primanjkuje kritike univerzitetnega režima. 
Hofmann se v romanu dotakne državnoureditvenih, geografskih, meteoroloških, demografskih, zgodovinskih, urbanističnih, energetskih, psiholoških, filozofskih, socialnih, jezikovnih, študijskih, pedagoških, akademskih in kulinarčnih sfer slovenskega prostora.

## Osebe
V romanu nastopajo lektor, ki je tudi pripovedovalec, dekan, študent Ilc, star partizan in drugi obrobni liki. V ospredju je dialog, ki se odvija med lektorjem in drugimi literarnimi liki.  
Za nekatere v romanu omenjene osebe lahko najdemo povezavo z resničnostjo. V romanu lahko prepoznamo takratnega dekana Dragotina Cvetka, profesorja Dušana Pirjevca itd. Te osebe so v romanu literarizirane in nekoliko zakrite.

### Lektor
Glavni literarni lik je brezimni lektor, vse ostale osebe pa so le njegove komplementarne ali pa zrcalne podobe. Lektor pride v Ljubljano predavat, vendar do tega ne pride, saj že naslednji dan odide iz Ljubljane.
Lektorju se določeni kraji in osebe zdijo znani, čeprav je prvič v Ljubljani. V njih odkriva ali pa nanje prenaša posamezne dele svoje lastne duševnosti. Je razcepljen na celo vrsto obrobnih jazov in ni opis le enega človeka, temveč je ta človek predstavnik velikega dela človeštva.

### Študent Ilc
Študent Ilc je lektor sam, je projekcija lektorjeve lastne osebnosti na Ilca.  Lektor in Ilc sta si podoba tudi pri opravljanju izpitov. Tudi lektor je nekoč imel samo še eno možnost, da opravi izpit, od katerega je odvisno njegovo nadaljnje življenje. Prav tako se Ilc znajde pred izpitom iz nemščine.  Če ga ne bo opravil, bo napravil samomor (na koncu ga tudi naredi).